# Église Saint-Michel de Rouviac
L'église Saint-Michel de Rouviac est une église située à Nant, en France.

## Localisation
L'église est située sur la commune de Nant, dans le département français de l'Aveyron.

## Historique
L'édifice est bâti au XIIe siècle puis remanié au XVe siècle après qu'une grande compagnie l'a mis à mal. Il est inscrit avec son enclos au titre des monuments historiques en 2007.